# Бристоль (Коннектикут)
Бри́столь (англ. Bristol) — місто (англ. city) в США, в окрузі Гартфорд на північному центрі штату Коннектикут. Населення — 60 833 особи (2020).

## Географія
Бристоль розташований за координатами 41°40′54″ пн. ш. 72°56′27″ зх. д. / 41.68167° пн. ш. 72.94083° зх. д. (41.681578, -72.940749). За даними Бюро перепису населення США в 2010 році місто мало площу 69,45 км², з яких 68,40 км² — суходіл та 1,05 км² — водойми.

## Демографія
Згідно з переписом 2010 року, у місті мешкало 60 477 осіб у 25 320 домогосподарствах у складі 15 833 родин. Густота населення становила 871 особа/км². Було 27011 помешкання (389/км²).
Расовий склад населення:
| - 87,7 % — білих - 3,8 % — чорних або афроамериканців - 1,9 % — азіатів - 0,2 % — корінних американців - 3,7 % — осіб інших рас |

До двох чи більше рас належало 2,5 %. Частка іспаномовних становила 9,6 % від усіх жителів.
За віковим діапазоном населення розподілялося таким чином: 21,4 % — особи молодші 18 років, 63,7 % — особи у віці 18—64 років, 14,9 % — особи у віці 65 років та старші. Медіана віку мешканця становила 40,3 року. На 100 осіб жіночої статі у місті припадало 93,0 чоловіків; на 100 жінок у віці від 18 років та старших — 89,6 чоловіків також старших 18 років.
Середній дохід на одне домашнє господарство становив 74 762 долари США (медіана — 61 478), а середній дохід на одну сім'ю — 89 605 доларів (медіана — 73 927). Медіана доходів становила 54 128 доларів для чоловіків та 46 777 доларів для жінок. За межею бідності перебувало 10,4 % осіб, у тому числі 13,6 % дітей у віці до 18 років та 11,2 % осіб у віці 65 років та старших.
Цивільне працевлаштоване населення становило 30 636 осіб. Основні галузі зайнятості: освіта, охорона здоров'я та соціальна допомога — 22,3 %, виробництво — 14,3 %, роздрібна торгівля — 11,4 %, фінанси, страхування та нерухомість — 9,8 %.

## Відомі особистості
У поселенні народився:
- Гордон Джон Гамфрі (* 1940) — американський політик.

У поселенні помер: 
- Василь Рудко  - український філософ, прибічник державницьких концепцій В'ячеслава Липинського.